# 17452 Amurreka
A 17452 Amurreka (ideiglenes jelöléssel 1990 QE10) a Naprendszer kisbolygóövében található aszteroida. Eric Walter Elst fedezte fel 1990. augusztus 16-án.